# Thể Công
Thể Công FC – wietnamski klub piłkarski założony w 1954 roku z siedzibą w Hanoi. Klub ma na koncie mistrzostwa Wietnamu oraz Superpuchar Wietnamu.

## Historia
Klub Thể Công FC założono w 23 czerwca 1954 roku. Miesiąc później zespół rozegrał swój pierwszy mecz na stadionie Hàng Đẫy w Hanoi.
W 2004 roku, 50 lat po założeniu, klub kończy sezon na 11. miejscu i pierwszy raz w historii spada do niższej ligi. Następnie zostaje zmieniona nazwa na Thể Công Viettel FC, co jest wynikiem podpisania umowy sponsorskiej z firmą Viettel. Zespół jednak szybko awansuje do V-League i wraca do historycznej nazwy.
Thể Công FC jest bardzo utytułowanym klubem w Wietnamie. Ma na koncie pięć tytułów mistrza Wietnamu, kilkukrotne zwycięstwa w A1 North Vietnam (rozgrywane tylko do roku 1979) oraz Superpuchar.

## Osiągnięcia

### Krajowe
V-League:
- Mistrzostwo (5): 1982, 1983, 1987, 1990, 1998

A1 North Vietnam:
- Mistrzostwo (13): 1956, 1958, 1968, 1969, 1971, 1972, 1973, 1974, 1975, 1976, 1977, 1978, 1979

Superpuchar Wietnamu:
- Mistrzostwo (1): 1999